# NCSM Calgary (FFH 335)
Pour les autres navires du même nom, voir NCSM Calgary.
Le NCSM Calgary (FFH 335) est une frégate de la Marine royale canadienne des Forces canadiennes. Il s'agit du cinquième navire de la classe Halifax. Il est en service depuis 1995 et assigné aux Forces maritimes du Pacifique et est attaché à la base des Forces canadiennes Esquimalt en Colombie-Britannique. Le navire est le deuxième à porter le nom de « Calgary » après le NCSM Calgary (K231) (en).

## Service
Le NCSM Calgary sert principalement dans l'océan Pacifique pour la protection de la souveraineté territoriale du Canada et l'application de la loi dans sa zone économique exclusive.